# Беатрис Пуло
Беатрис Пуло (фр. Béatrice Poulot; Сен Дени, Реинион, 1968) француска је певачица етно музике. 
Запаженији наступ на светској сцени имала је у дуетској песми Путници са босанскохерцеговачким певачем Дином Мерлин са којом је 1999. представљала Босну и Херцеговину на Песми Евровизије у Јерусалиму. Седмо место које је песма Путници освојила на том такмичењу било је уједно и најбољи успех те земље у дотадашњој историји учешћа на том такмичењу.
Беатрис је 2000. објавила дебитантски студијски албум под насловом Aimer C'est...